# Lubná, Kroměříž
Lubná là một làng thuộc huyện Kroměříž, vùng Zlínský, Cộng hòa Séc.